# Amy Rustomjee
Amy Behramjee Hormusjee Jamsetjee Rustomjee (Pune, 18 de maio de 1896 – 1976) foi uma educadora indiana e diretora de escola, em Bombaim. Ela serviu como vice-presidente da Federação Internacional de Mulheres Universitárias de 1956 a 1959.

## Juventude e formação acadêmica
Amy nasceu em Pune, em uma família de ascendência Parse, filha de B.H.J. Rustomjee e Hilla J.M. Cursetjee. Seu pai era comerciante e diretor de escola.
Ela frequentou a Universidade de Bombaim, onde ela conquistou o diploma em educação. Também passou pela Universidade de Cambridge e tornou-se bacharel em inglês.

## Carreira

### Trabalho como educadora
Rustomjee foi diretora do Colégio de Formação Secundária (Secondary Training College) em Bombaim por quatro anos, a primeira mulher a ocupar esse cargo. Ademais, ela palestrou em 1931 sobre a "Abolição do analfabetismo", defendendo o trabalho voluntário de alfabetização como condição para a matrícula na faculdade. Amy foi membra do Comitê de Educação para Adultos em Bombaim em 1938, inspetora de escolas com foco em educação feminina e uma das líderes de um movimento de alfabetização geral, em 1939, Bombaim. Finalmente, Rustomjee foi membro do comitê que selecionava livros didáticos para escolas de Bombaim e em 1941 ela entrou em conflito com Lilavati Munshi (parlamentar), por divergências ideológicas.
Na década de 1940, Rustomjee era ouvida regularmente na rádio local, falava sobre temas de educação e alfabetização. Ela também escreveu artigos sobre tópicos educacionais. Em 1949, serviu em um comitê sobre o trabalho desenvolvido pelo serviço social em Bombaim. No início dos anos 1960, ela se envolveu com a Escola Memorial Victoria para Cegos (Victoria Memorial School for the Blind).

### Participação em organizaçõesfeministas
Em 1937, Rustomjee foi comissária do Girl Guides, em Bombaim. Mais tarde, ela foi eleita presidente da Federação Indiana de Associações de Mulheres Universitárias e atuou como vice-presidente da Federação Internacional de Mulheres Universitárias de 1956 a 1959. Em 1957 e 1958, ela viajou para os Estados Unidos com outros líderes da Federação. Em um debate de 1958 sobre "mulheres e a administração municipal", organizado pelo Conselho Estadual de Mulheres em Bombaim, ela se opôs que as mulheres assumissem todas as funções administrativas municipais.
"A Srta. Rustomjee nunca se conteve e, seja qual for a ocasião, apenas se soltava e, às vezes, extrapolava no que dizia, não importando com quem ela estava falando ou sobre quem ela estava falando", lembrou seu colega D.C. Pavate, que mesmo assim a considerou "uma boa pessoa, muito bem intencionada, honesta e sincera".

## Vida pessoal e legado
Amy Rustomjee morou grande parte de sua vida com sua tia, J.M. Cursetjee. Em 1976, com 80 anos de idade, Amy veio a falecer.
Em homenagem à sua pessoa, alguns locais e instrumentos educacionais foram nomeados em sua memória. Por exemplo, o Salão Amy Rustomjee e a bolsa de estudos internacional Amy Rustomjee, ambos da Universidade de Mumbai.